# Liste der Monuments historiques in Rarécourt
Die Liste der Monuments historiques in Rarécourt führt die Monuments historiques in der französischen Gemeinde Rarécourt auf.

## Liste der Objekte
| Bezeichnung                     | Beschreibung | Standort                      | Kennzeichnung | Schutzstatus | Datum | Bild |
| ------------------------------- | --- | ----------------------------- | ------------- | ------------ | ----- | ---- |
| Skulptur Heiliger Christophorus | Stein, farbig gefasst, 18. Jahrhundert | in der Kirche St-Amand (Lage) | PM55002222    | Inscrit      | 1980  |      |
| Monstranz                       | Silber, vergoldet, um 1855; im Kathedralschatz in Verdun deponiert                                                                                                  | in der Kirche St-Amand (Lage) | PM55001059    | Classé       | 1993  |      |
| Orgel                           | Haupteintrag für PM55002680 | in der Kirche St-Amand (Lage) | PM55002679    | Inscrit      | 1991  |      |
| Orgelprospekt                   | 1884 gebaut | in der Kirche St-Amand (Lage) | Inscrit       | Inscrit      | 1991  |      |
| Weihrauchschiffchen             | Silber, zwischen 1819 und 1838, von Jean Salmon | in der Kirche St-Amand (Lage) | PM55001209    | Classé       | 1995  |      |
| Hauptaltar                      | Altartisch, Altaraufbau, Tabernakel, Retabel und Gemälde Pfingstwunder; Holz, farbig gefasst und vergoldet, sowie Ölfarbe auf Leinwand, Anfang des 18. Jahrhunderts | in der Kirche St-Amand (Lage) | PM55001177    | Classé       | 1997  |      |
| Epitaph für Jacques Bricart     | Kalkstein, bezeichnet 1636 | in der Kirche St-Amand (Lage) | PM55002220    | Inscrit      | 1991  |      |
| Skulptur Madonna mit Kind       | Holz, farbig gefasst, 18. Jahrhundert | in der Kirche St-Amand (Lage) | PM55002221    | Inscrit      | 1979  |      |
| Neugotischer Ofen               | Gusseisen, Mitte des 19. Jahrhunderts | in der Mairie (Lage)          | PM55001208    | Classé       | 1995  |      |